# Pühalepa kommun
Pühalepa kommun (estniska: Pühalepa vald) var en tidigare kommun i landskapet Hiiumaa (Dagö) i västra Estland. Kommunen låg på ön Dagö, cirka 120 kilometer sydväst om huvudstaden Tallinn. Byn Tempa utgjorde kommunens centralort.
Kommunen uppgick den 25 oktober 2017 i Dagö kommun som omfattar alla de fem tidigvarande kommunerna på Dagö.

## Geografi
Kommunen omfattade den östra delen av Dagö samt ett antal mindre närliggande öar, däribland Vohilaid, Heinlaid, Saarnaki laid, Hanikatsi laid, Vareslaid, Ahelaid och Kõverlaid. Kommunens kust ligger vid Hares sund som skiljer Dagö från Ormsö. Pühalepa kommun angränsade till Kõrgessaare kommun i väst och Käina kommun i sydväst. Residensstaden Kärrdal utgjorde en egen stadskommun och enklav i Pühalepa kommun. 
Området motsvarade i huvudsak den historiska Pühalepa socken.

### Karta

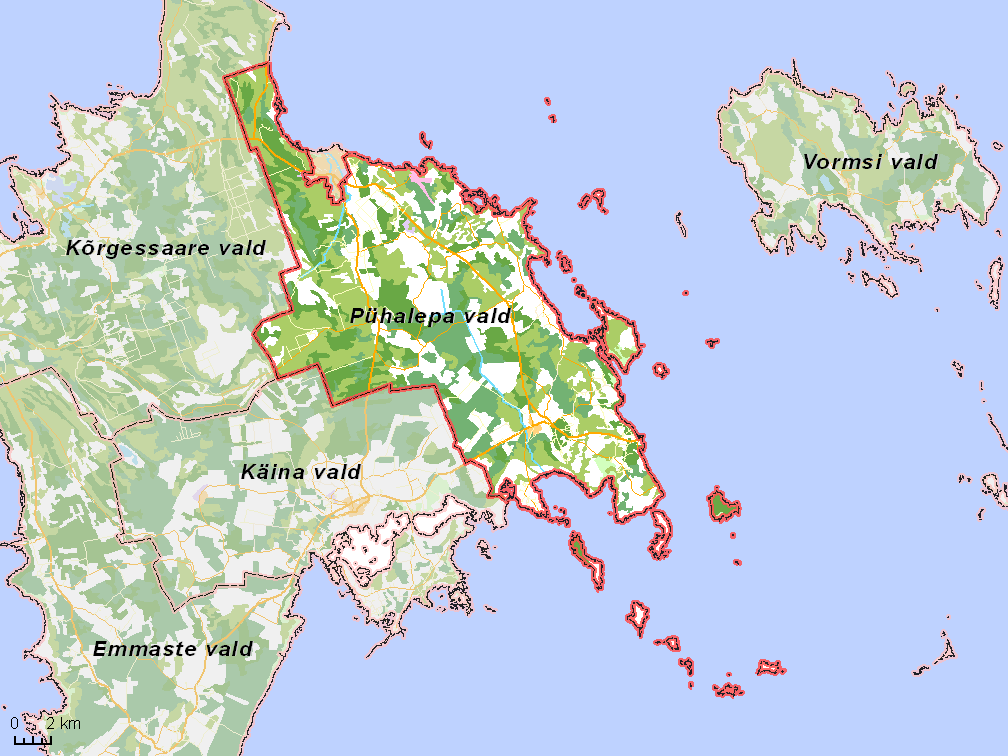
Översiktlig karta över den tidigare kommunen.

### Klimat
Årsmedeltemperaturen i trakten är 5 °C. Den varmaste månaden är augusti, då medeltemperaturen är 17 °C, och den kallaste är januari, med −6 °C.

## Orter
I Pühalepa kommun fanns 47 byar.

### Byar
- Ala
- Aruküla
- Hagaste
- Harju (heter idag Pühalepa-Harju)
- Hausma
- Hellamaa
- Heltermaa (färjeläge)
- Hiiessaare
- Hilleste
- Kalgi
- Kerema
- Kukka
- Kuri
- Kõlunõmme
- Leerimetsa
- Linnumäe
- Loja
- Lõbembe
- Lõpe
- Määvli
- Nõmba
- Nõmme (heter idag Kärdla-Nõmme)
- Palade
- Paluküla
- Partsi
- Pilpaküla
- Prählamäe
- Puliste
- Pühalepa (kyrkby)
- Reikama
- Sakla
- Salinõmme
- Sarve
- Soonlepa
- Storhovet (estniska: Suuremõisa)
- Suuresadama
- Sääre
- Tammela
- Tareste
- Tempa (centralort)
- Tubala
- Undama
- Vahtrepa
- Valipe
- Viilupi
- Vilivalla
- Värssu

## Vänorter
- Vingåker, Sverige